# Austropaxillus contulmensis
Austropaxillus contulmensis är en svampart som först beskrevs av Garrido, och fick sitt nu gällande namn av Andreas Bresinsky 1999. Austropaxillus contulmensis ingår i släktet Austropaxillus och familjen Serpulaceae.   Inga underarter finns listade i Catalogue of Life.